# YPG International
YPG International lub Międzynarodowe Jednostki Ochrony Ludności (kurd. YPG Enternasyonal) – jednostka wojskowa składająca się z zagranicznych ochotników Powszechnych Jednostek Ochrony (YPG). Powstała w grudniu 2016 jako Antyfaszystowski Międzynarodowy Batalion (AIT). Jednostka wchodzi w skład Syryjskich Sił Demokratycznych.

## Udział w syryjskiej wojnie domowej
Brygada została założona w grudniu 2016 przez włosko-marokańskiego bojownika Karima Marcello Franceschiego. Jednostka zainicjowana została jako propozycja dla przybywających z zachodu bojowników, chcących dołączyć do konkretnej brygady wojskowej, w której dominuje określony język. Przykładem tego może być Międzynarodowy Batalion Wolności, gdzie jednak dominującym językiem jest turecki, co stanowiło przeszkodę w komunikacji z zachodnimi bojownikami..
Jednostka składa się głównie z komunistów, socjalistów i anarchistów z Europy. W pewnym momencie zostało wydane oświadczenie, w którym wymieniono zasady, jakimi kierują się członkowie, podkreślając przy tym zjednoczenie komunistów i anarchistów w ramach antyfaszystowskiego frontu przeciwko Państwu Islamskiemu. Oświadczenie zostało wydane w kilku językach.